# Operation Blue Thread

Operation Blue Thread est un projet mis en place dans les années 1960 par les services secrets britanniques dans le but d'évacuer 38 parents allemands de la reine Élisabeth II et du prince Philip en cas d'invasion soviétique de l'Allemagne de l'Ouest.

## Organisation
Le plan, qui doit mobiliser 3 avions de l'armée et un nombre non spécifié de soldats, soulève l'hostilité des autorités de la RFA et des critiques de l'état-major britannique. Par crainte d'une guerre nucléaire entre le Royaume-Uni et l'Union soviétique, l’Operation Blue Thread prévoit en effet d'évacuer ces 38 personnes, accompagnées chacune d'un domestique et de 100 livres de bagages, dans la ville de Lyon, en France.
Les personnalités concernées par le plan d'évacuation sont les 3 sœurs du duc d'Édimbourg (Marguerite, Théodora et Sophie de Grèce), leurs époux (Gottfried de Hohenlohe-Langenbourg, Berthold de Bade et Georges-Guillaume de Hanovre), leurs 16 enfants, le duc et la duchesse de Brunswick, leurs enfants, le comte de Toerring-Jettenbach, ses enfants, ainsi que le grand-duc et la grande-duchesse de Hesse.
Classifiée pendant 40 ans, l’Operation Blue Thread est révélée au public en 2005.